# Portabroca

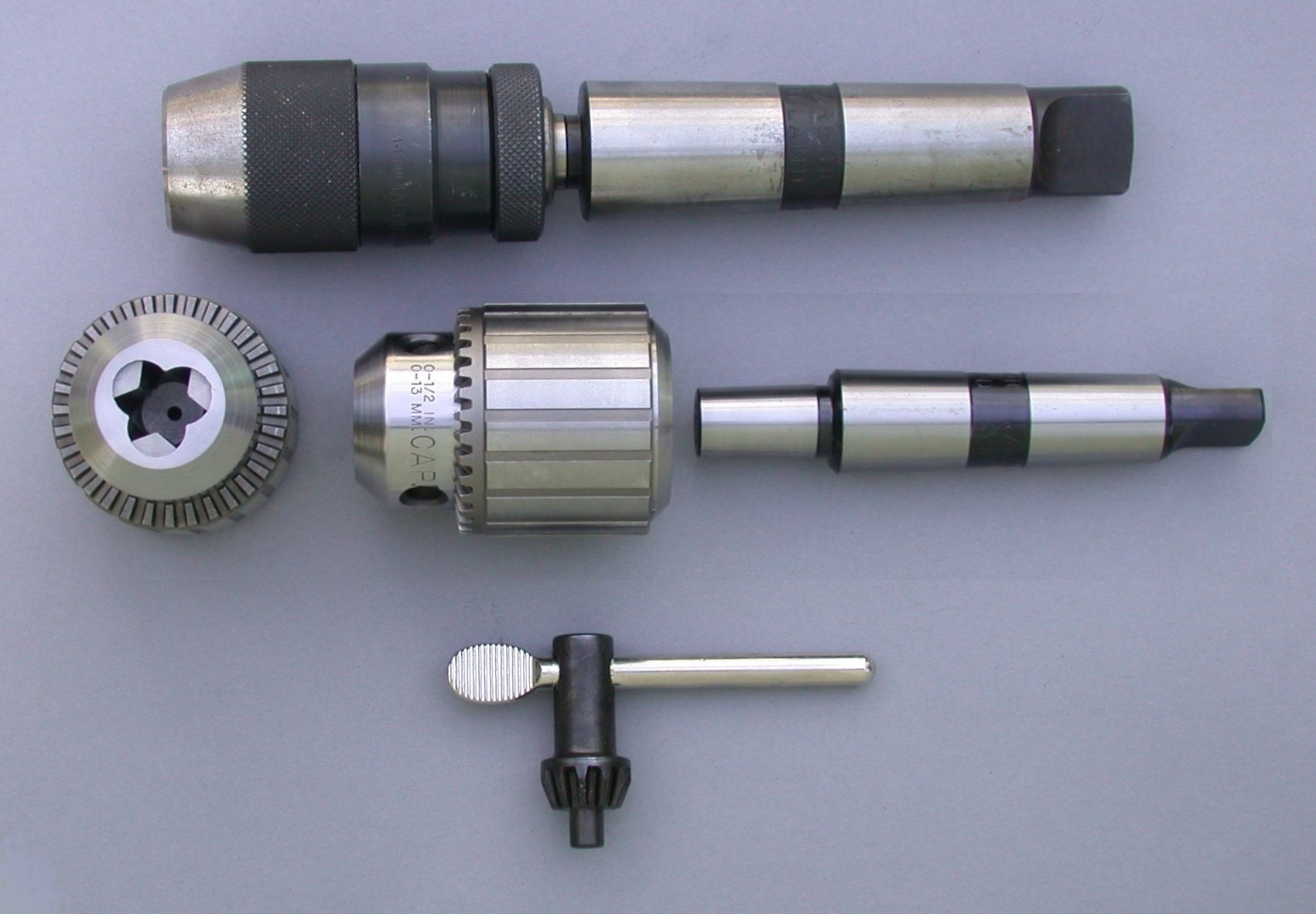
Portabroca.

Un portabroca (usat generalment en plural: portabroques) és el dispositiu que s'utilitza per a fixar la broca al trepant, centralment en la direcció d'eix de la màquina, quan les broques tenen el final cilíndric (si no ho són, cal que broca i portabroca siguin del mateix tipus).
Els portabroques s'obren i tanquen de forma manual, encara que n'hi ha alguns que porten un petit dispositiu per poder ser ajustats amb una clau especial.
Els portabroques més comuns poden subjectar broques de fins a 13 mm de diàmetre, les broques de diàmetre superior acaben amb un con morse i es subjecten directament al trepant.
El terme mandrí s'empra més comunament en la indústria.